# Character indelebilis
Character indelebilis, outplånligt särmärke betecknar inom romersk-katolsk sakramentsteologi den outplånliga andliga prägel (latin character, grekiska χαρακτήρ) som den mänskliga själen får till följd av dopet,  konfirmationen och prästvigningen, varav den sistnämndas karaktär endast kan förmedlas till män. Vid dopet, konfirmationen och i förekommande fall vid prästvigningen blir således människan för alltid "märkt" med Den Helige Andes sigill. Det betyder att synd inte kan tvätta bort sigillet, vilket är extra tydligt för de prästvigda som får en särställning i himmelen, och även i jordelivet lyfts upp till en annan nivå än lekfolket och aldrig kan återgå till en världslig status..
| ”                                  | Tre sakrament, nämligen dopet, konfirmationen och vigningen ger – förutom nåden – en sakramental prägel eller ett ”insegel” genom vilket en kristen människa deltar i Kristi prästadöme och är en del av kyrkan på ett sätt som motsvarar hennes livsväg och hennes olika uppdrag. Denna likformighet med Kristus och kyrkan, som förverkligas av Anden, kan inte förstöras, den blir alltid kvar i den kristna människan som positiv beredskap att ta emot nåden, som löfte och garanti för Guds beskydd och som kallelse att dyrka Gud och tjäna kyrkan. Dessa sakrament kan alltså aldrig upprepas. | „ |
| – Katolska Kyrkans katekes, § 1121 | |   |